# زیباترین لحظه‌های من
«زیباترین لحظه‌های من» (انگلیسی: My Prettiest Moments; کره‌ای: 내가 가장 예뻤을때) نهمین اپیزود از فصل سوم مجموعه آنتولوژی درامای ویژه کی‌بی‌اس محصول کره جنوبی است. در این قسمت جون یه سو و لی جونگ سوک بازی کردند و در ۲۶ اوت ۲۰۱۲ از کی‌بی‌اس۲ پخش شد.

## خلاصهٔ داستان
لی شین ئه (جون یه سو) به سرطان مبتلاست و می‌خواهد بقیه زندگی خود را بدون درمان بگذراند اما شوهرش او را مجبور می‌کند که به بیمارستان برود. او در آنجا با یون جونگ هیوک (لی جونگ سوک)، یک دانشجوی محبوب در دانشگاه ملاقات می‌کند که نگهبان است و همچنین از دوست‌دختر بیمار خود مراقبت می‌کند. جونگ هیوک عاشق شین ئه می‌شود و به معنای عشق حقیقی پی می‌برد. شین ئه که به پایان زندگی خود نزدیک می‌شود، معنای جدیدی برای زندگی و عشق خود می‌یابد.

## بازیگران
- جون یه سو در نقش لی شین ئه
- لی جونگ سوک در نقش یون جونگ هیوک
- سونگ یونگ کیو در نقش کیم یی سو
- کیم سو یون در نقش کیم یون آه

## ریتینگ قسمت
| تاریخ      | قسمت | سراسر کشور | سئول   |
| ---------- | ---- | ---------- | ------ |
| ۲۰۱۲-۰۸-۲۶ | ۱    | (<۳٫۲)     | (<۸٫۳) |

منبع: TNS Media Korea